# Francisco Ramalho Jr.
Francisco Ramalho Jr. (Santa Cruz das Palmeiras, 1940) és un guionista i productor de cinema brasiler.

## Carrera
Va produir diverses pel·lícules dels directors Héctor Babenco — O Beijo da Mulher Aranha, Jugant en els camps del senyor i Corazón iluminado —, Ana Carolina i Roberto Santos. El 1964 va produir, escriure i dirigir el seu primer llargmetratge, Anuska, Manequim e Mulher, basat en l'obra d'Ignácio de Loyola Brandão.
El 1983, va fundar la productora Ramalho Jr. Filmes, amb la qual va produir les seves pel·lícules Canta Maria (2006) i O Contador de Histórias (2010), de Luiz Villaça, entre altrrs.

## Filmografia
- Anuska, Manequim e Mulher (1968)
- Sabendo Usar Não Vai Faltar (1976)
- À Flor da Pele (1976)
- O Cortiço (1978)
- Paula - A História de uma Subversiva (1979)
- Filhos e Amantes (1981)
- Besame Mucho (1987)
- Canta Maria (2006)